# Randia brenesii
Randia brenesii är en måreväxtart som beskrevs av Paul Carpenter Standley. Randia brenesii ingår i släktet Randia och familjen måreväxter. Inga underarter finns listade i Catalogue of Life.